# 2006年8月14日首都圏停電
本項では2006年（平成18年）8月14日に日本の首都圏で発生した停電について説明する。この停電では、東京都区部東部と、その周辺139万世帯の住宅や鉄道などに電力が供給されなくなった。三国屋建設所有のクレーン船のクレーンブームが旧江戸川上空を横断する送電線に接触したため生じた地絡放電アークにより一部の電線が溶融損傷し、一部の電線が完全溶断した事故による。

## 概要
2006年（平成18年）8月14日7時38分（JST）頃、旧江戸川の千葉県浦安市と東京都江戸川区との境界付近を航行中のクレーン船がブームを江東線78、79号鉄塔間の送電架空線（275kV江東線1、2号）に接触させ、これを切断し、東京都区部にある葛南、世田谷、荏田の3か所の変電所で停電が発生した。系統切替により7時46分に荏田変電所が復旧したが、7時58分には系統から孤立していた品川火力発電所が自動停止（朝の需要の伸びに伴い供給力とのバランスが崩壊したため）し、江東、城南変電所が停電した。
これにより東京都区部などで97.4万軒、神奈川県横浜市北部・川崎市西部で22万軒、千葉県浦安市、市川市の一部で19.7万軒、合計約139.1万軒で停電が発生した。
軒数としては、1987年7月に発生した首都圏大停電の際の280万軒に次いで当時日本で2番目に多く、電力量では過去4番目となったが、大手会社の多くが夏季休みとなっている時期のため、平日（月曜日）でありながら電力需要が通常より低下していたこともあり、およそ1時間17分後の9時55分に高圧受電2軒を除いた全てが復旧、残る2軒も3時間6分後の10時44分に全面復旧した。その後、江東線の復旧作業を行い、17日0時54分に1・2号線で送電を再開した。
停電による信号機の停止を始め、鉄道に影響が出たほか、ビルのエレベーターに人が閉じ込められる事故が相次いだ。電力の暫定復旧後も電力供給が十分でなかったことから、交通機関では冷房の出力を弱めて運行が行われた。
携帯電話に輻輳が発生し、IP電話が一時不通になった。政府は総理大臣官邸危機管理センターに情報連絡室を設置した。
千葉県警察は、器物損壊罪や電気事業法違反容疑を視野に入れて捜査を行ったが、故意犯ではない事故として同年9月に立件を見送っている。同年9月22日、横浜地方海難審判理事所は、横浜地方海難審判庁に海難審判開始を申し立て、2007年（平成19年）3月1日、作業責任者のクレーン船の船長に2か月の業務停止命令、クレーン船を牽引していた牽引船の船長には1か月半の業務停止命令、クレーン運転士には勧告、三国屋建設には指導是正の勧告が下った。

## 原因

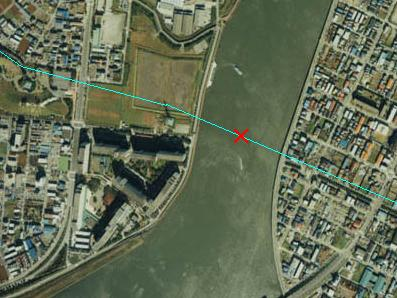
クレーン船が接触した現場 国土画像情報（カラー空中写真）国土交通省による

停電の原因は、三国屋建設が所有するクレーン船（法令上は移動式クレーン）がブームを起こした（上昇させた）まま河川を航行し、旧江戸川上の基幹的な送電線を切断したことによる。現場の位置は東京ディズニーリゾートの近くであった。
千葉県警察浦安警察署などの調べによると、クレーン船に搭載したジブクレーンの全長33メートルのブームを、浚渫現場に到着後すぐに作業にかかれるように曳航中に起こしていたため、旧江戸川水面上高さ16mを横断する27万5000ボルト（275kV）の送電線に接触し、アーク放電により溶損・溶断に至った。
溶断した送電線は、千葉県船橋市の新京葉変電所、東京都江東区の江東変電所、神奈川県横浜市青葉区の荏田変電所を結ぶ「江東線」と呼ばれる27万5000ボルトの特別高圧送電線で、本件事故により本線と予備線の2回路とも損傷したため、7時38分から東京都14区1市の約97万4,000世帯、神奈川県横浜市、川崎市の約22万世帯、千葉県浦安市、市川市の約19万7,000世帯、計約139万世帯が停電した。
クレーン船の乗組員は当初、千葉県警察の調べに対して「係留作業に気を取られ、送電線に気が付かなかった」と話したが、翌日には一転して「過去に上流の工事のため、現場を何回か通ったことがあり、送電線があることを知っていた」と述べた。

## 影響

### 政府機関
政府は総理大臣官邸危機管理センターに情報連絡室を設置した。内閣官房長官安倍晋三が関係省庁に原因究明を指示、経済産業省原子力安全・保安院が電気事業法に基づき、東京電力に発生原因および影響範囲を調査報告するよう指示した。

### 鉄道
- 鉄道路線が停電した地域全般でしばらく列車運行が停止され、約34万5,000人に影響を及ぼした[4][19]。
東日本旅客鉄道（JR東日本）
  - 京葉線で約20分間の運行停止、上下線10本運休、20本に最大42分の遅れ、約1万9,000人に影響[2][4]。同社では使用電力の多くを自社所有の発電所から給電しているため、影響は軽微であった[20]

東京地下鉄（東京メトロ）
  - 銀座線、日比谷線、東西線、半蔵門線の各線が最大1時間10分運転見合わせ、約10万3,000人に影響[2]。

都営地下鉄
  - 新宿線、浅草線、三田線で列車運行が一時停止[2]。

横浜市営地下鉄
  - 1号線・3号線（現：ブルーライン）で、7時40分から約10分間列車運転見合わせ。なお、グリーンラインは当時未開業。

ゆりかもめ
  - 停電発生から10時30分まで運行停止[2][21]。レインボーブリッジ上など駅間で停止した列車では、係員の誘導案内により乗客が線路上に降車し、徒歩で移動した[2]。

### 道路
東京都23区で440箇所、千葉県で118箇所の信号が停止。警視庁、千葉県警察の警官が交差点で交通整理にあたった。

### 企業
交通機関停止の影響で職場に遅刻する従業員が多く発生した上、多くの駅、オフィスビルも停電し、業務不能となる企業、事務所が多数発生した。ただし、この日はお盆休みに入っている事業所も多かったため、通常の平日に停電が発生した場合に比べれば少ない被害であった。

### 通信
携帯電話各社が設置した屋内基地局約300箇所が不通となり、携帯電話が輻輳を起こした。
ニッポン放送木更津送信所は停電のため稼働できなくなり、予備の足立送信所からの送信に切り替えて放送を続けた。

### 流通
コンビニエンスストアのセブン-イレブン約200店舗、ローソン約30店舗に影響。スーパーマーケットの西友三軒茶屋店で約1時間営業休止。

### 製造業
東京都江戸川区の王子製紙江戸川工場は、機械の停止により復旧に約10時間を要した。千葉県市川市の日新製鋼市川製造所もしばらく停止した。

### 金融機関
東京証券取引所は通常通りの取引を行ったが、日経平均株価の計算ができなくなった。1都2県の現金自動預け払い機（ATM）約1,000台が一時停止、特にセブン-イレブンにATMがあるセブン銀行では復旧に2時間半を要した。

### その他
停電によりエレベーターが停止、人が内部に閉じ込められるケースが70件以上発生した。東京ディズニーリゾートでは開園を約50分遅らせ、アトラクションを一時中止した。千葉県内で一時断水したほか、東京都内では一部水道水が濁る事態も発生した。
大停電を引き起こした三国屋建設株式会社は孫請であり、元請の大林組は、2日後に予定されていた習志野市から発注を受けていた他の工事について辞退した。

## 復旧
8月14日7時38分に発生した停電は、発生から59分後の8時37分に送電復旧した（一部配電機器不具合による停電継続があった）。停電の全復旧は発生から4時間6分後の10時44分だった。
送電設備は8月17日0時54分に本復旧した。

## 再発防止に向けて
2006年（平成18年）9月5日、国土交通省は再発防止に向けて以下の再発防止策を実施すると発表した。
- 河川における船舶航行ルールの検討[24]

- 河川・港湾における船舶航行者への高さ制限などの情報提供のあり方の充実[24]

- 河川・港湾における工事情報の一般電気事業者等への情報提供[25]

- 送電線等の横断工作物について周知喚起する標識・掲示の設置[25]

- 事故原因の調査、船舶職員等の教育・講習機関への指導[25]